# Евер афтер хај
Евер афтер хај (енгл. Ever After High) америчка је цртана серија урађена по истоименој линији лутака која се приказује од 30. маја 2013. на Јутјубу. Серију производи Метел и представља продужетак Монстер хај луткама. Међутим, у овој линији ликови су засновани на ликовима из бајки уместо чудовишта.

## Радња
Евер афтер хај је интернат у свету бајки, који похађају тинејџери који се појављују као ликови у бајкама. Главни ликови су Рејвен Квин, која не жели да буде зла као њена мајка Зла краљица и Епл Вајт, кћерка Снежане која жели да живи „срећно до краја живота”. Рејвен преферира да буде слободна да креира своју судбину, док Епл, да би заштитила своју судбину и друге, верује да би Рејвен требало да постане следећа Зла краљица. Ученици су углавном подељени између две групе. „Краљевићи” су ученици који стоје уз Епл у прихватају њихове судбине пратећи кораке својих родитеља. „Побуњеници” су ученици који стоје уз Рејвен у жељи да створе своју судбину. Многе приче говоре о ученичким редовним интеракцијама као тинејџерима, али постоји прича о основној причи у којој, по мишљењу директора школе, ако ученици не прате своје индивидуалне судбине, њихове приче ће престати да постоје и заувек ће нестати.

## Епизоде
| Сезона | Сезона  | Епизоде | Премијерно приказивање (САД) | Премијерно приказивање (САД) |
| Сезона | Сезона  | Епизоде | Прва епизода                 | Последња епизода             |
| ------ | ------- | ------- | ---------------------------- | ---------------------------- |
|        | Почетак | 4       | 30. мај 2013.                | 26. новембар 2013.           |
|        | 1       | 11      | 18. јун 2013.                | 17. децембар 2013.           |
|        | 2       | 23      | 7. јануар 2014.              | 23. децембар 2014.           |
|        | 3       | 21      | 5. јануар 2015.              | 25. децембар 2015.           |
|        | 4       | 9       | 7. април 2016.               | 7. октобар 2016.             |
|        | 5       | TBA     | TBA                          | TBA                          |

## Ликови
Евер афтер хај садржи више ликови из више медија. Доле наведени ликови су профилисани на вебсајту франшизе и већина их има лутке

### Главни ликови — краљевићи
Ови ученици су задовољни праћењем својих судбина како су наведене у њиховим бајкама:
- Епл Вајт је кћерка Снежане. Има светлу плаву косу, светлу кожу и светлоплаве очи.[2] Она је описана као „мотивисана, паметна и урођени вођа” и жели да буде у групи краљевићи, пратећи стопе њене мајке.[3] Она је цимерка са Рејвен Квин. Жеља њеног тајног срца је да је људи упознају као лепом изнутра и споља. Она је копредседница студентског савета и уредник годишњака.
- Алистер Вондерленд је син Алисе из Алисе у земљи чуда. Има плаву косу и плаве очи. Он жели да истражи цео свет бајки. Заљубљен је у у ученицу Бани Бленк, али верује да га она сматра само за пријатеља.[4]
- Ешлин Ела је кћерка пепељуге. Она има косу боје јагоде и смарагдно зелене очи. Обично носи хаљине у цветним дезеном. Ради хонорарно у бутику обуће Глес слипер. Њена посебна способност је да разговара са природним биљкама и животињама.[5] Она и Хантер Хантсмен су пар, иако је он повезан са групом побуњеника и од ње се очекује да се уда за Принца Шармантног.
- Блонди Локс је кћерка девојчице из бајке Девојчица и три медведа. Она има дугу плаву косу са шишкама, плаве очи и носи плаву хаљину.[6][7] Она и Купид су цимерке и она је најбољи пријатељ са Епл Вајт и Брајар Бјути. Њена чаробна способност је да откључа било коју браву. У школи води емисију Дејли мироркест, а она је капетан дебатног тима.
- Брајар Бјути је кћерка Успаване лепотице. Она је најбоља пријатељица Епл Вајт. Она се боји своје судбине да мора спавати стотину година и покушава научити колико год може пре него се суочи са том чаролијом. Позната је по томе да често спава. Њене омиљене боје су ружичаста и црна.[8] Њена посебна способност је да може све чути миљама, али само док спава. Њена омиљена школска активност је у већу ученика, где је она планер журки.
- Бани Бленк је кћерка Белог зеца из Алисе у земљи чуда, има белу косу и има траку за главу која има беле / ружичасте уши. Њена посебна способност је да се претвори у зеца. Понекад изгуби смисао за правац. Воли Алистера, иако јој је срцепарајуће што је само види као пријатеља. Она је такође пријатељица из детињства са Лизи и другим становницима земљеу чуда.[9]
- Декстер Чарминг је син Принца Шармантног из „сваке приче у којој принц долази у помоћ” и брат Даринг Чарминга и Дарлинг Чарминг. Има кратку смеђу косу и носи плаву карирану јакну са сивим уским панталонама, пругастим плаво-белим шалом, круном и наочарима са тамним оквирима. Његова специјална способност је да девојке нестају када скине наочаре. Много је заљубљен у Рејвен Квин, али је сувише стидљив да јој призна. Није свестан да се Купид заљубила у њега.[10][11] Има сестру близнакињу која се зове Дарлинг[12] и старијег брата по имену Даринг.
- Дачес Свон је кћерка краљице лабудова из Лабудовог језера. Има црну косу са светло ружичастим (белим цртаним) праменовима. Њена лутка има црно-белу хаљину, црне хулахопке и црне потпетице са балетним тракама од лаванде. Описује се да има двоструку природу: грациозну, али конкурентну. Њене специјалне способности прелазе у лабуда и плешу на води, иако признаје да не може да пева.[13][14] Она се обично налази у игри са Сперов Худом и бави се неким злочином.
- Фејбел Торн је кћерка Мрачне виле из Успаване лепотице. Има плаву косу са светлоплавим праменовима. Она носи црну хаљину, плаве тајице и светлоплаве чизме. Као члан краљевића, она прихвата своју улогу негативца и тежи да буде краљица вила и зликоваца. Њена посебна способност је да побољша псовке. Њене активности у школи укључују навијачице и забаве. Фејбел има проблема са Рејвен зато што је Зла краљица једном напала земљу шене мајке у којој борави Успавана лепотица.[15][16]
- Холи Охер је кћерка Златокосе и сестра близнакиња Попи Охер.[17] Има дугу плаву косу боје јагода, која може да делује као јак конопац, чак и када да реже. Њене активности укључују глуму девојке у невољи и писање фикције.[18] Њена мајка води фризерски салон Златокосин торањ.
- Лизи Хартс је кћерка Краљице срца из Алисе у земљи чуда. Има црну косу са црвеним праменовима, црвену ознаку у облику срца која прекрива њено лево око. Њена лутка носи црвену хаљину, црне рукавице, златну круну и торбицу у облику срца. Она тежи да буде љубазнија Краљица срца, иако користи фразу „Одрубите му главу” као њен начин да каже „молим” и „хвала”. Њена посебна способност је да гради ствари из карата.[19][20]
- Џастин Денсер је кћерка Дванаест принцеза. Она има дугу, тамну, коврџаву косу, плаве очи и тамни тен. Жели да отвори свој плесни студио и директне емисије и музичке спотове.[21]
- Мишел Мрмејд је кћерка Мале сирене.[22] Има тамноружичасту косу и носи плаву и ружичасту одећу. У школи она хода по ногама, али се оне претварају у реп сирене када се покваси.[23]
- Фера Гудфери је кћерка Куме виле из Пепељуге. Има светлоплаву косу са љубичастим и белим праменовима и носи одећу у плавој и сребрној боји. Фера Гудфери је у стању да користи магију, али њени ефекти истичу у 12. Она је најбоља пријатељица са Ешлин Елом.[24]

### Главни ликови — побуњеници
Неки од следећих ученика се не слажу са својом судбином и желе другачију судбину:
- Рејвен Квин је кћерка Зле краљице и цимерка Епл Вајт. Рејвен има љубичасте очи и црну косу са љубичастим детаљима.[25] Она нема жељу да следи кораке своје мајке како би постала негативац.[26] Њене акције завршавају покретањем групе побуњеника, коју она нерадо води.[27] Њене способности укључују улоге чаролије, али су обично црне магије. Ако покуша да искористи своје моћи за добро, обично се повуче. Њен романтични статус „ни не гледа чак” јер је више фокусирана на одређивање своје судбине.
- Си-Еј Купид је трансфер ученица из Монстер хаја и усвојена кћерка Ероса, бог љубави са Олимпа. Има ружичасту косу и крила, и носи лук и стрелу, иако није добара у гађању. Док њене стрелице могу помоћи људима да се заљубе, она се ослања на своју магију како би помогла људима да слушају њихова срца. Такође би волела да се заљуби у себе, са интересовањем за Декстера Чарминга.[28][29] Си-Еј Купид и Блонди Локс су цимерке. Она се суочава са побуњеницима у томе да свако треба да буде у стању да прати своја срца и ради као саветник за своје школске колеге за романтична питања. Си-Еј Купид такође учествује у Дејли мироркесту са Блонди Локс.
- Кедер Вуд је кћерка Пинокија и лутка је у правој величини направљена од кедера. Има тамносмеђу косу и тен боје коже и носи ружичасту хаљину. Она има клетву по којој мора да говори истину током средњошколских дана; њени пријатељи су стога пажљиви шта кажу око ње. Њен циљ је да постане права девојка.[6][30] Њена омиљена тема су уметност и занати.[31]
- Керис Худ је кћерка Црвенкапе. Има црну косу са сивим праменовима. Она носи хаљину са шареним дезеном, са чипкастим рукавима од сребрне фолије, поткованим кожним тајицама и чизмама. Њена торбица је кошара за пикник. Она носи црвени огртач како би сакрила своје вучје уши и има апетит за месом, јер је њен отац заправо г. Бедвулф, један од првих побуњеника. Њена посебна способност је „да путује невидљиво кроз сенке”.[6][32][33]
- Дарлинг Чарминг је кћерка Принца Шармантног и сестра Декстера и Даринга Чарминга. Има плаву косу са светлоплавим праменовима. Носи плаву хаљину са стезником инспирисаним витезовим оклопом. Њена лутка носи сребрну тијару, ципеле и носи сребрну торбицу. Њена чаробна способност је да у успореном приказу види своју косу. Она тежи да буде јунакиња, а не девојка у невољи.[34][35]
- Џинџер Бредхаус је кћерка зле вештице из Ивице и Марице. Њена лутка има ружичасту косу и донс округле ружичасте наочаре, сјајну хаљину у боји слаткиша, чизме у облику залеђивања, траку за главу за колаче и торбицу за котао. Она не воли своју судбину да мора јести људе и радије ће кувати за њих, са тежњама да постане куварица посластица са својом куварском емисијом. Њена посебна способност је да дода уроке, као што је прављење сладоледа у којем се једе може претворити у невидљиве.[36] На веб-сајту „Џинџер у слаткој кући”, она је одбијена од краљевића јер нико не би јео њене посластице, лажно верујући да је она злочинац као њена мајка, али су уверени другачије након што је славни кувар Џек Орнер покушао њену храну и одобрио.[37][38]
- Хантер Хантсмен је син ловца из Снежане и седам патуљака и Црвенкапе. Има кратку смеђу косу[39] и обично носи зелену кошуљу, смеђу капуљачу, кожни прслук, танке панталоне и високе планинарске чизме. Он такође носи текстурирану курирску торбу. Он ужива у помагању животињама, а његова посебна способност је да буде способан да модификује ствари из насумичних материјала које има на располагању, иако себе сматра лошим у прављењу замки које се увек ломе. Он воли љубитеља животиња Ешлин Елу, али настоји да њихов однос остане тајан као што је то против Краљевске приче. Он и Декстер Чарминг су цимери.
- Кити Чешир је кћерка Чеширске мачке из Алисе у земљи чуда. Она има коврџаву љубичасту косу у високим кикицама и носи љубичасту хаљину, траку за главу и торбицу обликовану са иконичким осмехом мачке. Њена посебна способност је да нестане и да се појави без најаве. Њен опис лутке назива је „радознали шаљивџија који увек има осмех на лицу и у ормару.”[40][41]
- Медалајн Хетер је кћерка Лудог шеширџије из Алисе у земљи чуда, Меди је Рејвенина најбоља другарица. Она има тамне праменове косе, са зеленим и љубичастим мрљама од метвице и шољицу на глави налик на шешир.[42] Иако себе сматра краљевићком која прихвата своју судбину, она се придружује побуњеницима и слаже се да свако треба да има свој избор. Она и њен отац воде Чудесну галантерију и Чајџиницу у селу Енд Енд. Њени пријатељи јој не верују. Има љубимца миша по имену Ерл Греј. Њена цимерка је Кити Чешир. Њена посебна способност је да говори ридлиш, језик риме и загонетки који се користи у земљи чуда. Она је копредседница Краљевског савета ученика.
- Попи Охер је кћерка Златокосе и сестра близнакиња Холи Охер. Њена љубичасто обојена коса је обликована у асиметричном резу или кратком резу у пики стилу и она носи траку за главу. Њена посебна способност је у њеној коси, коју може подрезивати свако јутро, али може и продати.[43] Она ради у фризерском салону Кула као стилиста. У епизоди „Попи Ројбел” размишља да ли да се придружи краљевићима, а у епизоди „Охер заокрет се завршава” сазнаје да је она заправо старија близнакиња, што значи да наслеђује Златокосину судбину. Међутим, сестре се слажу да задрже судбине које желе.
- Розабела Бјути је кћерка Лепотице из Лепотице и звери и рођака Брајар Бјути. Њена посебна способност је да види људе за шта јесу.[44][45] Она има смеђу косу, носи наочаре и има јакну од латица, са крзненим ревером, чизмама од црвене руже и појасом.[46]
- Куртли Џестер је кћерка Џокера из Алисе у земљи чуда. Она се први пут појавила у специјалу „Превише земља чуда” 2015. године, када је била председница студентског тела Вондерленд хај.[47][48][49] Она је у затвору, пратећи своје шепурење у епизодама, а касније се појављује у видео споту „Случајно признаје свој случај”, објављеном 15. октобра, када су гледаоци тада могли гласати о њеној судбини на веб страници. Касније је додата на сајт, заједно са издањем лутака.[50][51][52]
- Нина Тамбел је кћерка Звончице. Има плаву косу, плаве очи и тамни тен. Она носи одећу и прибор за латице и цветове.[53] Она је отприлике исте величине као и њени колеге из разреда, али она има способност да се смањи до величине палца.[54]
- Мелоди Пајпер је кћерка свирача фруле. Она ужива у ди-џејингу. Она је Џинџер Бредхаусина цимерка.[55][56]